# Floods of Fear
Floods of Fear is een Britse thriller uit 1958 onder regie van Charles Crichton.

## Verhaal
Donovan wordt erin geluisd en hij besluit zich te wreken op de verantwoordelijke. Zijn plannetje wordt gedwarsboomd, wanneer er ineens een storm opsteekt en de steden dreigen te overstromen.

## Rolverdeling
| Acteur               | Personage          |
| -------------------- | ------------------ |
| Howard Keel          | Donovan            |
| Anne Heywood         | Elizabeth Matthews |
| Cyril Cusack         | Peebles            |
| Harry H. Corbett     | Sharkey            |
| John Crawford        | Jack Murphy        |
| Eddie Byrne          | Sheriff            |
| John Phillips        | Dr. Matthews       |
| Guy Kingsley Poynter | Hulpsheriff        |
| James Dyrenforth     | Burgemeester       |
| Gordon Tanner        | Luitenant-kolonel  |
| Gaylord Cavallaro    | Nationale garde    |
| Ed Devereaux         | Nationale garde    |
| Barry Lowe           | Nationale garde    |
| Jerry Stovin         | Nationale garde    |
| Bill Edwards         | Hulpsheriff        |